# Посьетская улица
Посьетская улица — улица во Владивостоке. Проходит от Светланской улицы до улицы Бестужева. Названа в честь русского адмирала Константина Посьета (1819—1899).

## Известные здания
- Владивостокский дом моды (дом 14)
- Билетур (дом 17)
- Бывший дом «Булочная» (дом 19)
- Гостиница «Приморье» (дом 20)

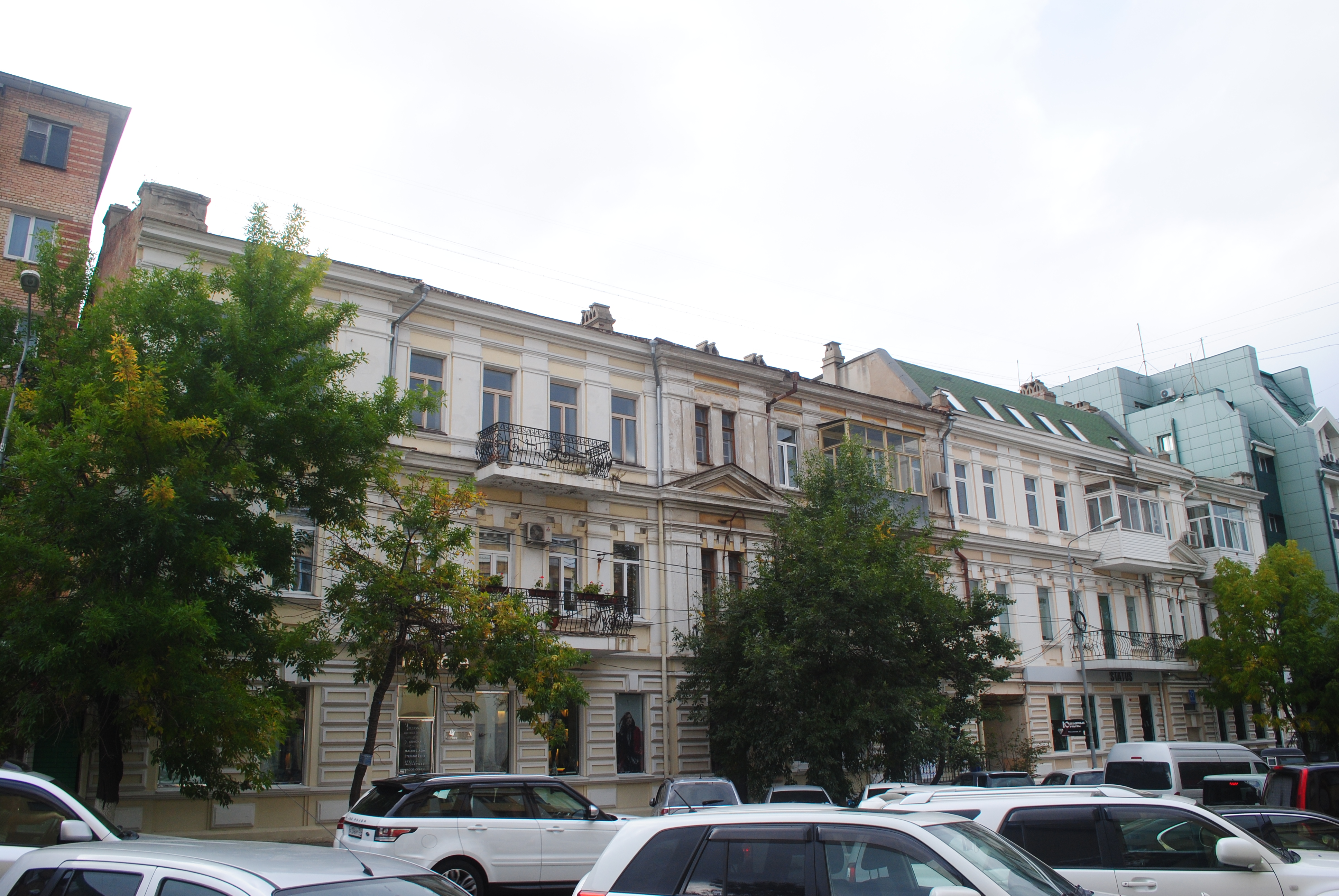
Посьетская 21

- Редакция и типография газеты «Боевая Вахта» (дом 22)
- Ресторан «Гутов» (дом 23)
- Гостиница «Моряк» (дом 38А)
- студия «Три Точки» (дом 45)
- Фрунзенское РУВД (дом 46)